# فاليري موراليس
فاليري موراليس (بالإنجليزية: Valerie Morales)‏ هي مغنية وممثلة أمريكية، ولدت في 18 يناير 1976 في فاخاردو ‏ في الولايات المتحدة.

## وصلات خارجية
- فاليري موراليس على موقع ميوزك برينز (الإنجليزية)
- فاليري موراليس على موقع ديسكوغز (الإنجليزية)